# Les Razmoket, le film (jeu vidéo)
Les Razmoket, le film est un jeu vidéo de plates-formes adapté du film homonyme. Il est sorti en 1999 sur Game Boy et sur Game Boy Color. Le jeu a été développé par Acclaim Studios Manchester (ex-Software Creations) et édité par THQ.

## Accueil
- AllGame : 3/5 (GBC)[1]
- GameSpot : 7,3/10 (GBC)[2]
- IGN : 5/10 (GBC)[3]
- Nintendo Power : 6,9/10 (GBC)[4]